# چرخ‌آب ریزتاول
چرخ‌آب ریزتاول (نام علمی: Aldrovanda vesiculosa) نام یک گونه از فرمانرو گیاه است.